# نیوتاون تاون‌شیپ، دلاویر، پنسیلوانیا
نیوتاون تاون‌شیپ (به انگلیسی: Newtown Township) یک سکونتگاه مسکونی در ایالات متحده آمریکا است که در پنسیلوانیا واقع شده‌است.

## خصوصیات
نیوتاون تاون‌شیپ ۱۲٬۲۱۶ نفر جمعیت دارد.